# Canton de Nice-1
Le canton de Nice-1 est une circonscription électorale française située dans le département des Alpes-Maritimes et la région Provence-Alpes-Côte d'Azur. Il fait partie des première et cinquième circonscriptions des Alpes-Maritimes. À la suite du redécoupage cantonal de 2014, les limites territoriales du canton sont remaniées.

## Histoire

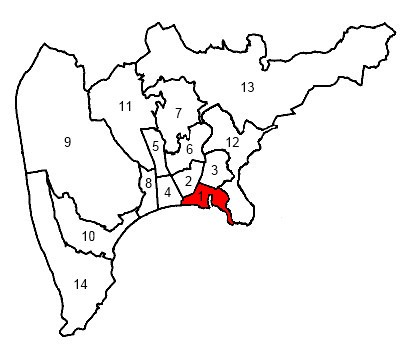
Situation du canton de Nice-1 dans la ville de Nice de 1985 à 2015.

Le canton est créé par la loi du 7 février 1919 qui remplace les cantons de Nice-Est et Nice-Ouest par les cantons de Nice-1, Nice-2, Nice-3, Nice-4. Il s'étend alors sur une « partie de la ville de Nice, limitée par la rive gauche du Paillon, la rue en face du pont Garibaldi, la place de ce nom, la rue Ségurane, la place Bellevue, et le quai du Midi jusqu'à l'embouchure du Paillon. » Ce territoire correspond au quartier du Vieux-Nice.
Ses limites sont légèrement étendues par le décret du 19 janvier 1955 à l'occasion de la création des cantons de Nice-5 et Nice-6. Elles correspondent alors au « quai des États-Unis, Rauba Capeu, place Guynemer, quai Papacino (place Île-de-Beauté exclue), rue Cassini, numéros pairs ; place Garibaldi, numéros impairs ; quai Saint-Sébastien, boulevard Jean-Jaurès, place Masséna, du 2 au 8 ; avenue des Phocéens, la mer. » Ce territoire correspond au quartier du Vieux-Nice et à la partie sud-ouest du quartier du port.
Ses limites sont de nouveau révisées par le décret du 25 janvier 1982 lors de la création des cantons de Nice-12, Nice-13 et Nice-14. Elles sont étendues sur une plus grande partie du quartier du port que précédemment, et correspondent alors à la « place Garibaldi (numéros impairs), rue Cassini incluse, rue François-Guisol exclue (de la place Île-de-Beauté à la rue Fodéré), rue Fodéré incluse, rue Arson incluse de la rue Fodéré à la rue Barla, rue Barla exclue jusqu’à la place Max-Barel exclue, corniche André-de-Joly exclue jusqu’au parc municipal Castel-des-Deux-Rois (exclu), limite sud du parc Castel-des-Deux-Rois, avenue Banco exclue, avenue Urbain-Bosio incluse, avenue de la Palmeraie incluse, ligne du point d'intersection (allée de la Palmeraie, rue Henri-de-Bournazel) jusqu'au boulevard Carnot au droit du numéro 86, boulevard Carnot exclu jusqu'à l’avenue Jean-Lorrain, avenue Jean-Lorrain incluse jusqu’à la mer (cap de Nice), rivage jusqu’à l’avenue des Phocéens, avenue des Phocéens, place Masséna du numéro 2 au numéro 8, boulevard Jean-Jaurès et avenue Saint-Sébastien. »
Le décret du 31 janvier 1985 revoit à nouveau les limites du canton. Il est désormais limité au sud par le bord de mer, et au nord par (d'ouest en est) : l'avenue des Phocéens, la place Masséna, l'avenue Félix-Faure, l'avenue Saint-Jean-Baptiste, la rue Barla, le début de la corniche André-de-Joly, l'école Terra-Amata, l'avenue Banco, la corniche André-de-Joly, l'intersection de la rue André-Guinard avec l'allée de la Palmeraie, et le boulevard Carnot. Ainsi, le canton correspond alors à la totalité du quartier du port, et au Vieux-Nice.
Le redécoupage cantonal de 2014 remanie profondément les limites du canton puisque celui-ci est déplacé du Vieux-Nice et du port vers le sud-centre géographique de la ville (voir Composition).

## Représentation

### Conseillers généraux de l'ancien canton de Nice-1 (1919 à 2015)
| Période       | Période           | Identité                         | Étiquette                                 | Qualité                                                                                            |
| ------------- | ----------------- | -------------------------------- | ----------------------------------------- | -------------------------------------------------------------------------------------------------- |
| 1919          | 1927 (annulation) | Pierre Maurin                    | RG                                        | Négociant à Nice Maire de Clans (1904-1919)                                                        |
| 1927          | 1940              | Honoré Ugo                       | Radical puis RG                           | Ancien principal clerc d'avoué, contentieux civil et commercial Conseiller municipal de Nice       |
|               |                   |                                  |                                           | |
| 1945          | 1951              | Charles Andrieu                  | PCF                                       | Peintre en lettres, Secrétaire générale de l'Union départementale des syndicats ouvriers, Nice     |
| 1951          | 1992 (démission)  | Raoul Bosio (1913-1994)          | RGR puis CD puis CR puis UDF-Rad puis RPR | Commerçant Adjoint au maire de Nice, conseiller municipal de Nice (1945-1989), conseiller régional |
| 1992          | 2001 (annulation) | Gérard Bosio (fils du précédent) | DVD puis DL                               | Chef d'entreprise à Nice                                                                           |
| décembre 2001 | 2015              | Marc Concas                      | PS puis DVG                               | Avocat                                                                                             |

### Conseillers d'arrondissement de l'ancien canton de Nice-1 (de 1919 à 1940)
| Période                                  | Période | Identité                       | Étiquette              | Qualité |
| ---------------------------------------- | ------- | ------------------------------ | ---------------------- | --- |
| 1919                                     | 1931    | Étienne Pescetto (1894-1974)   |                        | Journaliste, attaché au cabinet du Maire, Président du Conseil d'arrondissement                             |
| 1931                                     | 1937    | Jean-Auguste, dit Jouan Nicola |                        | Rédacteur principal à la mairie de Nice, créateur du groupe folklorique La Ciamada Nissarda                 |
| 1937                                     | 1940    | Joseph Moretti                 | Radical anticommuniste | |
| 1940                                     |         |                                |                        | Les conseils d'arrondissement ont été suspendus par la loi du 12 octobre 1940 et n'ont jamais été réactivés |
| Les données manquantes sont à compléter. |         |                                |                        | |

### Conseillers départementaux depuis 2015
| Période élective | Période élective | Mandat | Mandat   | Identité         | Nuance | Nuance | Qualité |
| ---------------- | ---------------- | ------ | -------- | ---------------- | ------ | ------ | --- |
| 2015             | 2021             | 2015   | 2021     | Françoise Monier |        | LR     | Adjointe au maire de Nice[réf. nécessaire]                                                                                                   |
| 2015             | 2021             | 2015   | 2021     | Auguste Verola   |        | LR     | Adjoint au maire de Nice jusqu'en 2020 Vice-président du conseil départemental chargé de l'insertion, l'emploi et l'enfance[réf. nécessaire] |
| 2021             | 2028             | 2021   | en cours | Valérie Sergi    |        | EXD    | Chef d'entreprise à Nice, 5e vice-présidente du conseil départemental chargée du handicap[réf. nécessaire]                                   |
| 2021             | 2028             | 2021   | en cours | Auguste Verola   |        | EXD    | 6e vice-président du conseil départemental chargé de l'enfance et de la culture[réf. nécessaire], suppléant du député Éric Ciotti            |

## Composition
Depuis le redécoupage cantonal de 2014, entré en vigueur à l'occasion des élections départementales de 2015, le canton de Nice-1 se compose de la fraction de la commune de Nice « située au sud d'une ligne définie par l'axe des voies et limites suivantes : depuis le littoral, ligne droite prolongeant la rue Lenval, promenade des Anglais, avenue de Fabron, avenue Mont-Rabeau, avenue de la Vallière, allée des Lions, boulevard Edouard-Herriot, boulevard Carlone, avenue de la Bornala, vieux-chemin de Saint-Antoine (raccourci n° 1), route de Saint-Antoine, vieux-chemin de Saint-Antoine (raccourci n° 2), route de Saint-Antoine, vieux-chemin de Saint-Antoine (raccourci n° 4), ligne droite perpendiculaire à la route de Saint-Antoine tracée jusqu'au n° 19 de la route de Canta-Galet, route de Canta-Galet, ligne droite perpendiculaire à la route de Canta-Galet tracée jusqu'à l'extrémité de l'avenue Antoine-Galante, avenue Antoine-Galante, chemin des Collettes, chemin de la Gouletta, chemin du Vallon-Monari, ligne droite jusqu'à la route de Bellet, route de Bellet, avenue des Agaves, boulevard de la Madeleine, ligne droite reliant la rue des Etoiles et la corniche de Magnan, chemin Apraxine, avenue d'Estienne-d'Orves, route de Saint-Pierre-de-Féric, avenue du Dauphiné, boulevard du Tzarewitch, avenue Gay, rue Oscar-II, boulevard Gambetta, rue de l'Abbé-Grégoire, square du Colonel-Jean-Pierre, rue de la Reine-Jeanne, avenue Jean-Médecin, place Masséna, avenue des Phocéens et son prolongement en ligne droite jusqu'au littoral, ».
Ce territoire correspond au sud-centre géographique de Nice, englobant une partie du centre-ville. Il est situé à cheval sur les première et cinquième circonscriptions des Alpes-Maritimes.
| Nom                          | Code Insee | Intercommunalité           | Superficie (km2) | Population (dernière pop. légale)                 | Densité (hab./km2) | Modifier                                    |
| ---------------------------- | ---------- | -------------------------- | ---------------- | ------------------------------------------------- | ------------------ | ------------------------------------------- |
| Nice (bureau centralisateur) | 06088      | Métropole Nice Côte d'Azur | 71,92            | Fraction : 44 845 (2022) Commune : 353 701 (2022) | 4 918              | modifier les données · modifier les données |
| Canton de Nice-1             | 0615       |                            |                  | 44 845 (2022)                                     |                    | modifier les données                        |

## Démographie

### Démographie avant 2015
| 1962 | 1968 | 1975 | 1982 | 1990   | 1999   | 2006   | 2011   | 2012   |
| ---- | ---- | ---- | ---- | ------ | ------ | ------ | ------ | ------ |
| -    | -    | -    | -    | 18 598 | 17 175 | 17 372 | 17 047 | 16 529 |

### Démographie depuis 2015
En 2022, le canton comptait 44 845 habitants, en évolution de +1,3 % par rapport à 2016 (Alpes-Maritimes : +2,85 %, France hors Mayotte : +2,11 %).
| 2013   | 2018   | 2022   |
| ------ | ------ | ------ |
| 46 393 | 42 242 | 44 845 |

## Élections

### 2001
Les élections cantonales de 2001 ont eu lieu les 11 et 18 mars 2001.
| Candidat       | Candidat          | Parti          | Premier tour | Premier tour | Second tour | Second tour |
| Candidat       | Candidat          | Parti          | Voix         | %            | Voix        | %           |
| -------------- | ----------------- | -------------- | ------------ | ------------ | ----------- | ----------- |
|                | Gérard Bosio      | DL-RPR         | 1 308        | 21,19        | 3 144       | 50,00       |
|                | Marc Concas       | PS             | 1 079        | 17,48        | 3 144       | 50,00       |
|                | Jean-Marie Colon  | UDF            | 892          | 14,45        |             |             |
|                | Pierre Argentieri | FN             | 687          | 11,13        |             |             |
|                | Rémi Gaechter     | Les Verts      | 464          | 7,52         |             |             |
|                | Dominique Launay  | PCF            | 427          | 6,92         |             |             |
|                | Roland Neri       | DVD            | 329          | 5,33         |             |             |
|                | Mario Santini     | DVD            | 317          | 5,14         |             |             |
|                | Xavier Caïtucoli  | MNR            | 173          | 2,80         |             |             |
|                | Christian Razeau  | SE             | 167          | 2,71         |             |             |
|                | Michel François   | ECO            | 108          | 1,75         |             |             |
|                | Gérard Malbequi   | DVD            | 94           | 1,52         |             |             |
|                | Olivier Sillam    | LCR            | 88           | 1,43         |             |             |
|                | Roland Buch       | SE             | 40           | 0,65         |             |             |
| Inscrits       | Inscrits          | Inscrits       | 13 581       | 100,00       | 13 583      | 100,00      |
| Abstentions    | Abstentions       | Abstentions    | 7 168        | 52,78        | 6 683       | 49,20       |
| Votants        | Votants           | Votants        | 6 413        | 47,22        | 6 900       | 50,80       |
| Blancs et nuls | Blancs et nuls    | Blancs et nuls | 240          | 3,74         | 612         | 8,87        |
| Exprimés       | Exprimés          | Exprimés       | 6 173        | 96,26        | 6 288       | 91,13       |

Les deux candidats Gérard Bosio et Marc Concas ayant recueilli le même nombre de suffrages exprimés au second tour, c'est Gérard Bosio, au bénéfice de l'âge (il a quatorze ans de plus que son adversaire), qui remporte l'élection et est réélu conseiller général. Toutefois, le tribunal administratif finit par annuler l'élection en raison d'« agissements irréguliers dans le dépouillement des bulletins ». Une élection cantonale partielle est organisée les 2 et 9 décembre 2001. 
| Candidat       | Candidat            | Parti          | Premier tour | Premier tour | Second tour | Second tour |
| Candidat       | Candidat            | Parti          | Voix         | %            | Voix        | %           |
| -------------- | ------------------- | -------------- | ------------ | ------------ | ----------- | ----------- |
|                | Marc Concas         | PS             | 1 001        | 27,95        | 2 010       | 52,11       |
|                | Gérard Bosio        | DL-RPR-UDF     | 887          | 24,77        | 1 847       | 47,89       |
|                | Jean-Marie Colon    | DVD            | 353          | 9,86         |             |             |
|                | Pierre Argentieri   | FN             | 312          | 8,71         |             |             |
|                | Philippe Coudert    | DVD            | 206          | 5,75         |             |             |
|                | Roland Neri         | DVD            | 187          | 5,22         |             |             |
|                | Dominique Launay    | PCF            | 164          | 4,58         |             |             |
|                | Joëlle Martinaux    | DVD            | 130          | 3,63         |             |             |
|                | Rémi Gaechter       | Les Verts      | 123          | 3,43         |             |             |
|                | Xavier Caïtucoli    | MNR            | 99           | 2,76         |             |             |
|                | Christophe Ricerchi | EXG            | 68           | 1,90         |             |             |
|                | Michel François     | ECO            | 28           | 0,78         |             |             |
|                | Gérard Malbequi     | DVD            | 23           | 0,64         |             |             |
|                | Jean-Marie Bernard  | ?              | 0            | 0,00         |             |             |
| Inscrits       | Inscrits            | Inscrits       | 13 474       | 100,00       | 13 474      | 100,00      |
| Abstentions    | Abstentions         | Abstentions    | 9 824        | 72,91        | 9 403       | 69,79       |
| Votants        | Votants             | Votants        | 3 650        | 27,09        | 4 071       | 30,21       |
| Blancs et nuls | Blancs et nuls      | Blancs et nuls | 69           | 1,89         | 214         | 5,26        |
| Exprimés       | Exprimés            | Exprimés       | 3 581        | 98,11        | 3 857       | 94,74       |

### 2008
Les élections cantonales de 2008 ont eu lieu les 9 et 16 mars 2008.
| Candidat       | Candidat            | Parti          | Premier tour | Premier tour | Second tour | Second tour |
| Candidat       | Candidat            | Parti          | Voix         | %            | Voix        | %           |
| -------------- | ------------------- | -------------- | ------------ | ------------ | ----------- | ----------- |
|                | Éric Ciotti         | UMP            | 2 741        | 40,63        | 3 311       | 48,46       |
|                | Marc Concas         | PS             | 2 080        | 30,83        | 3 521       | 51,54       |
|                | Alain Roullier      | DVD-LRLN       | 383          | 5,68         |             |             |
|                | Lydia Schénardi     | FN             | 378          | 5,60         |             |             |
|                | Michel François     | MEI            | 285          | 4,22         |             |             |
|                | Céline Lacroix      | DVG            | 231          | 3,42         |             |             |
|                | Colette Mô-Bois     | PCF            | 228          | 3,38         |             |             |
|                | Doriane Duconseille | LCR            | 176          | 2,61         |             |             |
|                | Dominique Lescure   | NR             | 150          | 2,22         |             |             |
|                | Christophe Ricerchi | COM            | 94           | 1,39         |             |             |
| Inscrits       | Inscrits            | Inscrits       | 11 853       | 100,00       | 11 852      | 100,00      |
| Abstentions    | Abstentions         | Abstentions    | 4 861        | 41,01        | 4 634       | 39,10       |
| Votants        | Votants             | Votants        | 6 992        | 58,99        | 7 218       | 60,90       |
| Blancs et nuls | Blancs et nuls      | Blancs et nuls | 246          | 3,52         | 386         | 5,35        |
| Exprimés       | Exprimés            | Exprimés       | 6 746        | 96,48        | 6 832       | 94,65       |

### 2015
À l'issue du 1er tour des élections départementales de 2015, deux binômes sont en ballottage : Françoise Monier et Auguste Verola (Union de la Droite, 46,93 %) et Antony Bonamy et Michèle Salles (FN, 30,38 %). Le taux de participation est de 43,42 % (11 775 votants sur 27 118 inscrits) contre 48,55 % au niveau départementalet 50,17 % au niveau national.
Au second tour, Françoise Monier et Auguste Verola (Union de la Droite) sont élus avec 67,28 % des suffrages exprimés et un taux de participation de 42,25 % (7 174 voix pour 11 457 votants et 27 117 inscrits).
| Candidats   | Candidats               | Partis      | Partis      | Premier tour | Premier tour | Second tour | Second tour |
| Candidats   | Candidats               | Partis      | Partis      | Voix         | %            | Voix        | %           |
| ----------- | ----------------------- | ----------- | ----------- | ------------ | ------------ | ----------- | ----------- |
| 4           | Françoise Monier        |             | UMP         | 5 372        | 46,93        | 7 174       | 67,28       |
| 4           | Auguste Verola          |             | UMP         | 5 372        | 46,93        | 7 174       | 67,28       |
| 1           | Antony Bonamy           |             | FN          | 3 478        | 30,38        | 3 489       | 32,72       |
| 1           | Michèle Salles          |             | FN          | 3 478        | 30,38        | 3 489       | 32,72       |
| 3           | Françoise Assus Juttner |             | PS          | 1 805        | 15,77        |             |             |
| 3           | Khaled Benabderrahmane  |             | PS          | 1 805        | 15,77        |             |             |
| 2           | Marianne Fournier       |             | PCF         | 609          | 5,32         |             |             |
| 2           | Arthur Leduc            |             | Ensemble    | 609          | 5,32         |             |             |
| 5           | Alice Benichou          |             | SE          | 184          | 1,61         |             |             |
| 5           | Jean-Christophe Santoni |             | SE          | 184          | 1,61         |             |             |
|             |                         |             |             |              |              |             |             |
| Inscrits    | Inscrits                | Inscrits    | Inscrits    | 27 118       | 100,00       | 27 117      | 100,00      |
| Abstentions | Abstentions             | Abstentions | Abstentions | 15 343       | 56,58        | 15 660      | 57,75       |
| Votants     | Votants                 | Votants     | Votants     | 11 775       | 43,42        | 11 457      | 42,25       |
| Blancs      | Blancs                  | Blancs      | Blancs      | 203          | 1,72         | 537         | 4,69        |
| Nuls        | Nuls                    | Nuls        | Nuls        | 124          | 1,05         | 257         | 2,24        |
| Exprimés    | Exprimés                | Exprimés    | Exprimés    | 11 448       | 97,22        | 10 663      | 93,07       |

### 2021
Le premier tour des élections départementales de 2021 est marqué par un très faible taux de participation (33,26 % au niveau national). Dans le canton de Nice-1, ce taux de participation est de 31,16 % (7 916 votants sur 25 403 inscrits) contre 34,55 % au niveau départemental. À l'issue de ce premier tour, deux binômes sont en ballotage : Valerie Sergi et Auguste Verola (Union à droite, 44,12 %) et Pierre Escondeur et Geneviève Pozzo Di Borgo (RN, 30,42 %).
| Candidats                | Candidats                | Partis                   | Premier tour | Premier tour | Second tour | Second tour |
| Candidats                | Candidats                | Partis                   | Voix         | %            | Voix        | %           |
| ------------------------ | ------------------------ | ------------------------ | ------------ | ------------ | ----------- | ----------- |
|                          | Valérie Sergi            | LR                       | 3 355        | 44,12        | 5 815       | 67,83       |
|                          | Auguste Verola           | LR                       | 3 355        | 44,12        | 5 815       | 67,83       |
|                          | Pierre Escondeur         | RN                       | 2 313        | 30,42        | 2 758       | 32,17       |
|                          | Geneviève Pozzo di Borgo | RN                       | 2 313        | 30,42        | 2 758       | 32,17       |
|                          | Mireille Damiano         | DVG                      | 1 503        | 19,77        |             |             |
|                          | David Nakache            | G·s                      | 1 503        | 19,77        |             |             |
|                          | Alice Bernard-Montini    | MoDem                    | 433          | 5,69         |             |             |
|                          | Jean-François Fouqué     | MoDem                    | 433          | 5,69         |             |             |
|                          |                          |                          |              |              |             |             |
| Suffrages exprimés       | Suffrages exprimés       | Suffrages exprimés       | 7 604        | 96,06        | 8 573       | 94,55       |
| Votes blancs             | Votes blancs             | Votes blancs             | 162          | 2,05         | 305         | 3,36        |
| Votes nuls               | Votes nuls               | Votes nuls               | 150          | 1,89         | 189         | 2,08        |
| Total                    | Total                    | Total                    | 7 916        | 100          | 9 067       | 100         |
| Abstention               | Abstention               | Abstention               | 17 487       | 68,84        | 16 340      | 64,31       |
| Inscrits / participation | Inscrits / participation | Inscrits / participation | 25 403       | 31,16        | 25 407      | 35,69       |